# Chili op de Olympische Winterspelen 1956
Tijdens de Olympische Winterspelen van 1956, die in Cortina d'Ampezzo (Italië) werden gehouden, nam Chili voor de derde keer deel.

## Deelnemers en resultaten

### Alpineskiën
| Olympiër          | Discipline       | Resultaat | Prestatie                      |
| ----------------- | ---------------- | --------- | ------------------------------ |
| Arturo Hammersley | reuzenslalom (m) | 79e       | 4.20,4 (+1.20,3)               |
| Arturo Hammersley | slalom (m)       | 51e       | 5.02,9 (+1.48,2) 2.30,7+2.32,2 |
| Sergio Navarrete  | reuzenslalom (m) | 78e       | 4.20,3 (+1.20,2)               |
| Sergio Navarrete  | slalom (m)       | dq        | diskwalificatie                |
| Vicente Vera      | afdaling (m)     | 41e       | 4.25,4 (+1.33,2)               |
| Vicente Vera      | reuzenslalom (m) | 72e       | 4.10,6 (+1.10,5)               |
| Vicente Vera      | slalom (m)       | 44e       | 4.47,7 (+1.33,0) 2.07,8+2.39,9 |

Australië · België · Bolivia · Bulgarije · Canada · Chili · Duits eenheidsteam · Finland · Frankrijk · Griekenland · Groot-Brittannië · Hongarije · IJsland · Iran · Italië · Japan · Joegoslavië · Libanon · Liechtenstein · Nederland · Noorwegen · Oostenrijk · Polen · Roemenië ·  Sovjet-Unie · Spanje · Tsjecho-Slowakije · Turkije · Verenigde Staten · Zuid-Korea · Zweden · Zwitserland